# Кирильчук Євген Іванович
Євге́н Іва́нович Кирильчу́к (нар. 3 жовтня 1940, с. Довжки, Славутський район, Хмельницька область) — український політик. Народний депутат України. Член ВО «Батьківщина», входить до Президії.

## Освіта
З 1960 до 1965 року навчався на агрономічному факультеті Житомирського сільськогосподарського інституту за фахом учений агроном, а з 1976 до 1978 року в Академії суспільних наук при ЦК КПРС за спеціальністю політолог.

## Кар'єра
- 1965–1966 — служба в армії.
- 1966–1974 — завідувач відділу гідромеліорації, заступник директора Володимир-Волинського технікуму гідромеліорації і механізації сільського господарства.
- 1974–1985 — на партійній роботі.
- 1985–1998 — перший заступник голови Волинського облвиконкому. Голова Волинського обкому профспілок. Голова Волинської обласної ради профспілки АПК.
- Березень 1985 — березень 1993 — депутат Волинської обласної ради.

Був членом СелПУ (з 1993), членом Вищої ради та першим заступником голови Волинської обласної організації.
Автор брошури «Соціальне відродження села Волині» (1987). Автор (співавтор) 11 законів України в Верховній Раді 4-го скликання.
Захоплюється мисливством та рибальством.

## Сім'я
Українець. Дружина Раїса Макарівна (1942-2024) — пенсіонер. Дочка Міла (1968) — лікар, головний науковий співробітник ДУ ІПАГ НАМН України, доктор медичних наук. Син Олександр (1973) — фінансист, директор ТОВ «Ізолфа Україна».

## Парламентська діяльність
Народний депутат України 3-го скликання з 12 травня 1998 до 14 травня 2002 від СПУ-СелПУ, № 13 в списку. На час виборів: голова Волинської обласної ради профспілки АПК, член СелПУ. Член фракції СПУ і СелПУ (травень — жовтень 1998), член фракції СелПУ (січень — жовтень 1998), член фракції СПУ (жовтень — грудень 1998), член фракції СелПУ (грудень 1998 — лютий 2000), член фракції «Батьківщина» (з лютого 2000). Член Комітету з питань бюджету (з липня 1998). Член Тимчасової спеціальної комісії з питань дотримання органами державної влади і місцевого самоврядування та їх посадовими особами, Центральною виборчою комісією норм виборчого законодавства під час підготовки і проведення виборів Президента України (з травня 1999).
Народний депутат України 4-го скликання з 14 травня 2002 до 25 травня 2006 від «Блоку Юлії Тимошенко», № 16 в списку. На час виборів: народний депутат України, член ВО «Батьківщина». Член фракції «Блок Юлії Тимошенко» (з травня 2002). Член Комітету з питань бюджету (з червня 2002), голова підкомітету з питань доходів бюджету (з квітня 2005).
Народний депутат України 5-го скликання з 25 травня 2006 до 12 червня 2007 від «Блоку Юлії Тимошенко», № 20 в списку. На час виборів: народний депутат України, член ВО «Батьківщина». Член фракції «Блок Юлії Тимошенко» (з травня 2006). Заступник голови Комітету, голова підкомітету з відслідковування впливу законопроєктів відповідно до статті 27 Бюджетного кодексу України Комітету з питань бюджету (з липня 2006). 12 червня 2007 достроково припинив свої повноваження під час масового складення мандатів депутатами-опозиціонерами з метою проведення позачергових виборів до Верховної Ради.
Народний депутат України 6-го скликання з 23 листопада 2007 до 12 грудня 2012 від «Блоку Юлії Тимошенко», № 20 в списку. На час виборів: пенсіонер, член ВО «Батьківщина». Член фракції «Блок Юлії Тимошенко» (з листопада 2007). Перший заступник голови Комітету з питань бюджету (з грудня 2007).

## Нагороди та державні ранги
Заслужений мисливець України. 3 медалі. Почесна грамота і вища відзнака Федерації профспілок України (1998). Почесна грамота Верховної Ради України (жовтень 2005). Орден «Козацької слави України». Почесний громадянин Ківерцівщини (з 2005).

## Ресурси інтернет
- Довідник «Хто є хто в Україні», видавництво «К. І. С.»